# 陳榮祖
陳榮祖，福建泉州府同安縣浯洲人，明朝政治人物。舉人出身。
嘉靖四十三年（1564年）甲子科福建鄉試舉人。萬曆十八年（1590年），任廣東廣州府永安縣知縣。累官德慶州知州。